# Typhlacontias kataviensis
Espèce
Statut de conservation UICN

 EN B2ab(iii) : En danger
Typhlacontias kataviensis est une espèce de sauriens de la famille des Scincidae.

## Répartition
Cette espèce est endémique de l'Ouest de la Tanzanie.

## Étymologie
Son nom d'espèce, composé de katavi et du suffixe latin -ensis, « qui vit dans, qui habite », lui a été donné en référence au lieu de sa découverte, le parc national de Katavi.

## Publication originale
- Broadley, 2006 : A new species of Typhlacontias (Reptilia: Scincidae: Feylininae) from western Tanzania. Proceedings of the California Academy of Sciences, sér. 4, vol. 57, no 20, p. 557-560 (texte intégral).